# I... de la Icar

Un poster original

I... de la Icar (titlul original în franceză I... comme Icare) este un film thriller francez, regizat de Henri Verneuil și lansat în anul 1979. Intriga filmului este bazată pe asasinarea președintelui american John F. Kennedy și pe investigațiile unui procuror (Montand) care pune la îndoială verdictul comisiei și descoperă un complot pus la cale de către Serviciile Secrete.

## Intrigă
Marc Jarry, recent reales președinte, este asasinat în fața a mii de spectatori de către un lunetist necunoscut, în timpul unei ceremonii dedicate. La puțin timp după, într-o clădire de birouri din apropiere, presupusul asasin Karl Eric Daslow (o anagramă a lui Oswald, presupusul asasin al președintelui american John F. Kennedy) este împușcat de un necunoscut, dar totul este făcut să pară că el s-a sinucis.
Un an mai târziu, comisia de investigație a asasinatului decide că președintele Jarry a fost asasinat de Daslow. Procurorul Volney, care face și el parte din Comisie, refuză să semneze verdictul, care îl cataloghează pe Daslow ca fiind nebun și că s-a sinucis. Regula prevede că, dacă un membru al comisiei refuză să semneze, investigația poate fi reîncepută de la zero. La o emisiune televizată, Volney îl întreabă pe șeful comisiei dacă la începutul investigației a primit un raport guvernamental în care i se cerea să se asigure că Daslow va fi considerat asasinul. Volney nu avea nicio dovadă pentru a susține asta, dar are dreptate; Șeful Comisiei, jenat, recunoaște că a primit o astfel de cerere, dar el spune că nu i-a influențat judecata în acest an.
Volney reîncepe investigația împreună cu echipa sa. La puțin timp după, Volney și partenerii săi descoperă incoerențe în anchetă. Se pare că dovezile și mărturiile au fost falsificate, martorii nu au fost audiați deoarece au fost omorâți, iar o autopsie nu a fost efectuată. Într-un film de amator, Volney descoperă un al doilea lunetist, dar acesta este găsit ucis la puțin timp după. Volney discută cu un psiholog despre Daslow, care a luat parte acum ceva timp la un experiment asemănător cu cel Milgram, în care se testează dacă cetățenii obișnuiți vor folosi tortura atunci când o autoritate științifică sau guvernamentală le impune acest lucru.
Pe parcurs, Volney descoperă implicarea membrilor crimei organizate care, în schimb, au primit sprijin din partea serviciilor secrete. Un rol important a fost jucat de gangsterul Carlos de Palma, care a fost și în spatele asasinării altor opozanți din țări străine. Volney află și de operațiuni precum "Minos" și "I de la Icar", în care serviciile secrete dintr-o anumită țară sunt implicate în activități teroriste. Președintele Jarry anunțase în campania sa că va limita puterea serviciilor de informații.
Pentru a afla mai multe informații despre operațiunea "I de la Icar", procurorul își sună soția pentru ca aceasta să-i ofere o interpretare la Icar: "Când soarele este asociat cu adevărul, Icar își pierde aripile, deoarece s-a apropiat prea mult de adevăr." - În acest moment, Volney, stând la fereastră, este asasinat de un lunetist.

## Distribuție
(Exceptându-l pe Yves Montand, distribuția este în ordine alfabetică, conform genericului filmului)
- Yves Montand în rolul procurorului Henri Volney
- Michel Etcheverry în rolul lui Frédéric Heiniger, președintele Curții Supreme de Justiție
- Michel Albertini în rolul lui Luigi Lacosta, lunetist renumit
- Roland Amstutz în rolul lui Pierre Gregory
- Jean-Pierre Bagot în rolul lui Max
- Georges Beller în rolul lui Sam Kido
- Maurice Bénichou în rolul lui Robert Sanio, omul cu filmarea
- Edmond Bernard în rolul crainicului TV
- Françoise Bette în rolul doamnei Bellony
- Roland Blanche în rolul lui Garcia Santos, borfaș
- Benoît Brione în rolul reporterului Bobino
- Jacques Bryland în rolul lui Nicolas Rosenko, martor eliminat
- Gabriel Cattand în rolul președintelui Marc Jary
- Nanette Corey în rolul soției lui Henri Volney
- Erick Desmarestz în rolul lui Bob Dagan
- Thierry Dewavrin în rolul jurnalistului
- Étienne Dirand în rolul medicului de la spital
- Henri Djanik în rolul lui Nicky Farnese, martor fals
- Michel Dussarat în rolul lui Robert Kosheba, martor eliminat
- Michel Etcheverry în rolul lui Frédéric Heiniger, președintele Curții Supreme de Justiție
- Joséphine Fresson în rolul lui Marianne Delila, martoră eliminată
- Jean-François Garreaud în rolul lui Vernon Calbert
- Jean-Claude Jay în rolul lui Albert Philippe, senatorul
- Brigitte Lahaie în rolul lui Monique Ursula Hoffman, martoră eliminată
- Bernard Larmande
- Daniel Léger în rolul lui Guillaume Gémenos, martor eliminat
- Jean Lescot în rolul lui Franck Bellony, martor anonim
- Jean Leuvrais în rolul lui Robert Picard, ministrul de Justiție
- Gérard Lorin în rolul lui Flavius, asistentul lui Naggara
- Marcel Maréchal în rolul elevului Rivoli
- Gérard Moisan în rolul inspectorului cu walkie-talkie
- Louis Navarre în rolul lui Keller, avocatul lui Sanio
- Jean Négroni în rolul lui Carlos de Palma, gangster exilat
- Jean Obé în rolul lui Hugues Adler
- Didier Obin-Labastrou în rolul lui Serge Levis, martor eliminat
- Alain Ollivier în rolul directorului laboratorului Kodak
- Paco în rolul regizorului de la Buffalo
- Robert Party în rolul Generalului Anthony Baryn
- Michel Pilorgé în rolul reporterului TV
- Roger Planchon în rolul dr-ului David Naggara
- Michel Raskine în rolul lui Ramon Jimenez, martor eliminat
- Christian Remer în rolul lui Charles Polodi, martor eliminat
- Didier Sauvegrain în rolul lui Karl-Erich Daslow, asasinul fals
- Jacques Sereys în rolul lui Richard Mallory, directorul serviciilor secrete
- Georges Staquet în rolul administratorului de la Transcontinental Import-Export
- Jacqueline Staup în rolul doamnei Lapierre, secretara de la Heiniger
- Georges Trillat în rolul inspectorului de la barul Manhattan
- Henri Verneuil în rolul crainicului de la Buffalo (cameo vocal)
- Pierre Vernier în rolul lui Charly Feruda

## Filmări

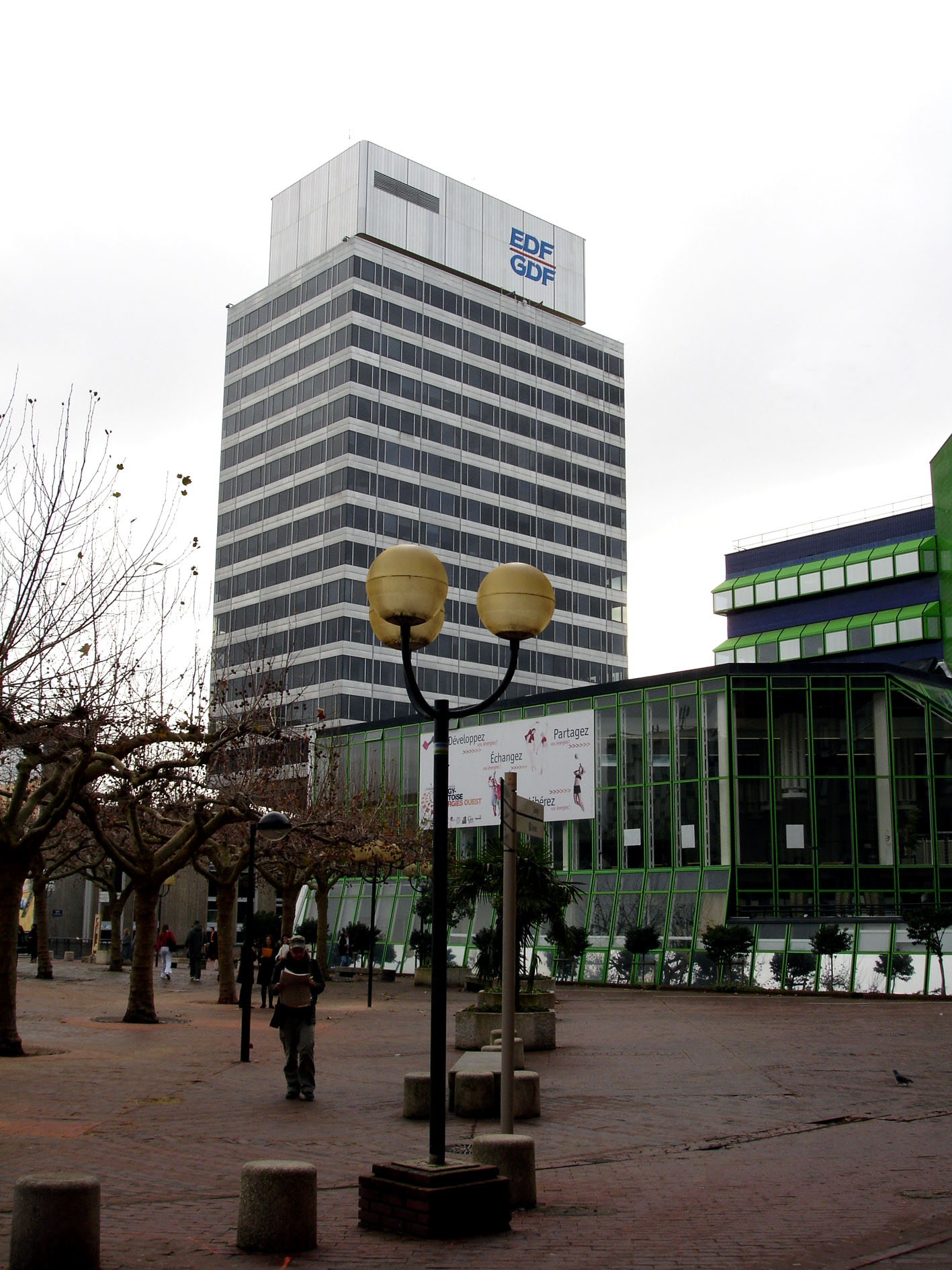
Turnul EDF din Cergy-Pontoise

Acțiunea are loc într-un stat vestic fictiv, unde limba vorbită majoritar este franceza, dar sunt prezente și germana, engleza și spaniola. Locația sau chiar și continentul sunt necunoscute. Clădirile din capitală sunt moderne, asemeni orașului Brasília. Sistemul politic este unul prezidențial, șeful statului fiind Marc Jarry, victima de la începutul filmului.
Filmările s-au desfășurat între 14 mai și 20 iulie 1979 în modernul oraș Cergy din suburbiile nord-vestice ale Parisului. Turnul EDF-GDF, proiectat de arhitectul Renzo Moro, este clădirea de unde au fost trase focurile de armă pentru a asasinarea președintelui Marc Jarry. Palatul guvernatorului a fost prefectura din Val-d'Oise. Încăperea folosită pentru întâlnirile de consiliu este Curtea Supremă de Justiție. Scena experimentului psihologic trebuia să aibă loc inițial la Universitatea Laye, dar a avut loc ulterior la Școala de Business ESSEC din Cergy. Această fictivă Universitatea Laye este, de fapt, Universitatea Yale, iar experimentul prezentat în film este faimosul experiment Milgram, Stanley Milgram fiind profesor la Universitatea Yale. Producătorii au ales arhitectura modernă și inovativă a noului oraș pentru a evita orice referiri la vreo țară anume.
Regizorul Henri Verneuil a fost asistat de cineastul Philippe Lopes-Curval pentru acest film.

## Recepție
Revista cinematografică germană Filmdienst a lăudat filmul lui Verneuil, considerându-l un "film politic de crimă care a tatonat și testat rețeta suspansului pentru a-și transmite convingerea supremă, aceea de indiferență morală a individului." Nemții au completat: "jucat excelent, foarte captivant și bine gândit."

### Premii
- 1980: Grand prix du cinéma français

### Nominalizări
- 1980: Premiul César, ediția a 6-a[3]
  - César pentru cel mai bun film
  - César pentru cel mai bun scenariu original sau adaptat pentru Didier Decoin și Henri Verneuil
  - César pentru cea mai bună muzică originală pentru Ennio Morricone
  - César pentru cele mai bune decoruri pentru Jacques Saulnier
  - César pentru cel mai bun actor pentru Yves Montand